# بادجان (جنس)
البَادِجان جنس من النباتات المزهرة من فصيلة الخيميات ، إقليمها المناطق الجبلية في أراسية وإفريقية وأمريكا الشمالية . لديها 4 أو 5 أنواع. أوراقها مركبة ريشية. إزهرارُها صيواني كثيف الأشعة. أزهارها صغيرةُ القدِّ بيضاء. بزورها أسطوانية مجنحة. يُقال إنها طبية، نقيعها ينفع الصدر.